# بیوک انویستا
بیوک انویستا (به انگلیسی: Buick Envista) یک کراس‌اوور کامپکت است که توسط جنرال موتورز با نام تجاری بیوک از سال ۲۰۲۲ تولید می‌شود. انویستا از پلت‌فرم وی‌اس‌اس-اف مشترک با نسل دوم شورلت ترکس (بازاریابی شده با نام سیکر در چین) استفاده می‌کند.
انویستا  در اوت ۲۰۲۲ برای بازار چین رونمایی شد. در آوریل ۲۰۲۳، جنرال موتورز انویستا را در بازار ایالات متحده عرضه کرد. این خودرو در چانگ‌وون توسط جی‌ام کره و همچنین در شنیانگ توسط سایک-جی‌ام تولید می‌شود.